# 努力向前衝！
《努力向前衝！》（日語：ガチンコでいこう！）是日本的女子偶像組合Buono!的第4張單曲。2008年8月20日發售。發售公司是波麗佳音。

## 概要
- 初回限定盤是CD和DVD、通常盤是CD構成。初回限定盤和通常盤有活動參加抽選序號卡和Buono!原創閃卡（初回、通常不同的模式）封入。
- 《努力向前衝！》的中心是嗣永桃子。

## 收錄曲
1. ガチンコでいこう！
（作詞：岩里祐穗；作曲：ムラマツテツヤ；編曲：西川進）
《守護甜心！》片尾曲（2008年7－9月）
2. れでぃぱんさぁ
（作詞：川上夏季；作曲：杉浦"ラフィン"誠一郎；編曲：大久保薰）
3. ガチンコでいこう！ (Instrumental)
4. れでぃぱんさぁ (Instrumental)

## 外部連結
- YouTube上的Buono!《努力向前衝！》MV
- Buono!官方唱片Archive.today的存檔，存档日期2009-05-02